# Gumieńce
Gumieńce [gumˈiɛɲt͡sɛ] (deutsch Scheune) ist ein Stadtteil von Stettin und befindet sich im Stadtbezirk Zachód (West) südwestlich der Altstadt.

## Geographische Lage

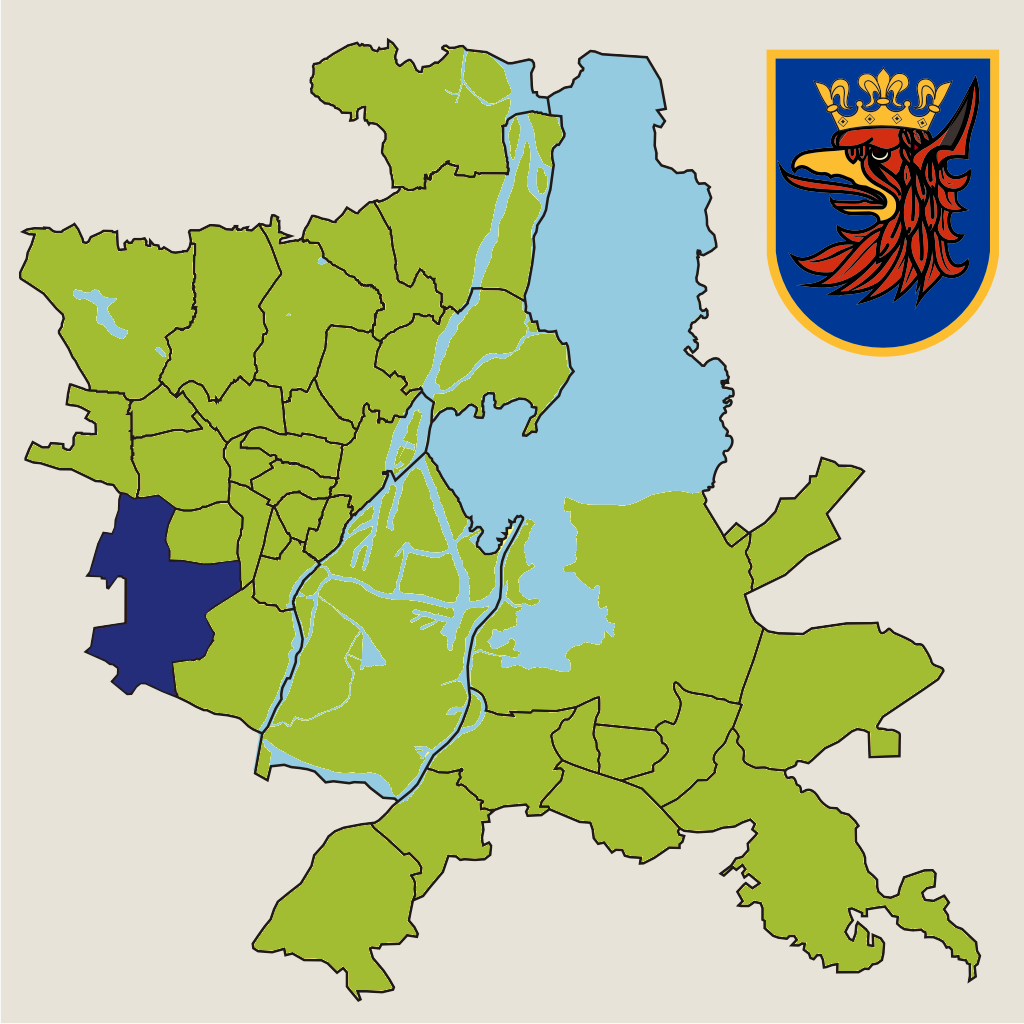
Stadtteil Gumieńce in Stettin

Benachbarte Stettiner Stadtteile sind im Osten Pomorzany (Pommerensdorf), im Nordosten Świerczewo (Schwarzow) und Turzyn (Torney) im Norden Pogodno (Braunsfelde) und Krzekowo-Bezrzecze (Kreckow-Brunn). Im Süden und Westen außerhalb der Stettiner Stadtgrenzen befinden sich die Orte Ostoja (Schadeleben) und Rajkowo (Reinkendorf), welche zur Gmina Kołbaskowo im Powiat Policki gehören.
Im Bahnhof Szczecin Gumieńce vereinigen sich die Strecken Berlin–Szczecin und Bützow–Szczecin. Außerdem bestand ein Kleinbahnhof der inzwischen stillgelegten Kleinbahn Casekow–Penkun–Oder.

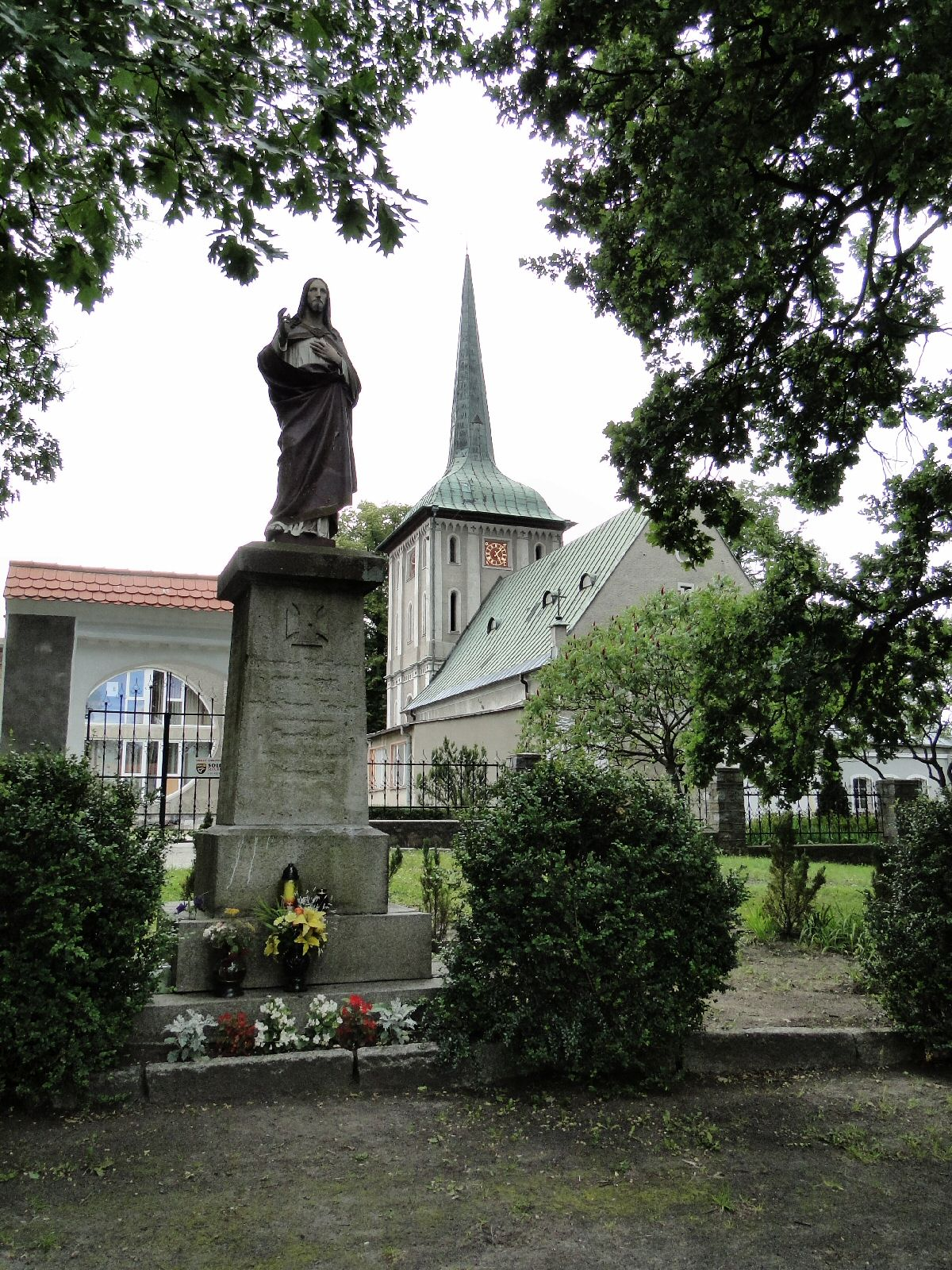
Jesus-Statue auf dem Sockel des Denkmals für die Gefallenen des Ersten Weltkriegs
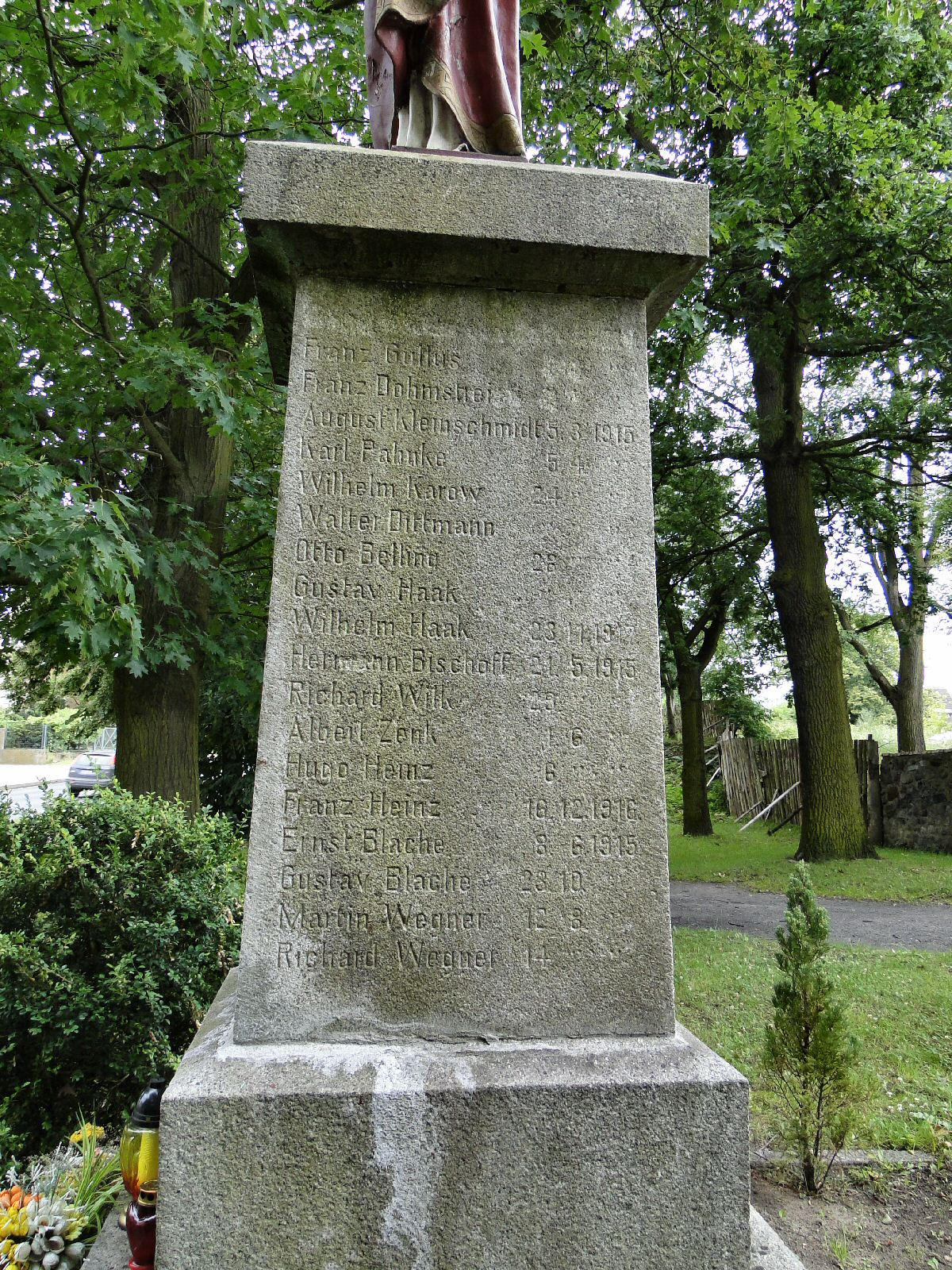
Rückseite des Sockels der Jesus-Statue mit den Namen der gefallenen deutschen Einwohner